# Hajnáčka (okres Rimavská Sobota)
Hajnáčka (maďarsky Ajnácskő) je obec na Slovensku v okrese Rimavská Sobota, v Chráněné krajinné oblasti Cerová vrchovina. Žije zde přibližně 1 200 obyvatel. Obec je poprvé zmiňována v roce 1245 jako Danuskue. Přímo uprostřed obce se nachází zřícenina stejnojmenného hradu Hajnáčka. V obci je základní škola s mateřskou školou s vyučovacím jazykem maďarským.

## Příroda:
Na území obce jsou tato chráněná území přírody:
- národní  přírodní rezervace Kostná dolina
- národní  přírodní rezervace Pohanský hrad
- národní  přírodní rezervace Ragáč
- přírodní rezervace Hajnáčsky hradný vrch
- přírodní rezervace Ostrá skala
- přírodní rezervace Steblová skala
- přírodní památka Zaboda